# Ground Zero: In Your House
Ground Zero: In Your House foi o 17º evento pay-per-view (PPV) da série In Your House, produzido pela World Wrestling Federation (WWF, hoje WWE). Aconteceu em 7 de setembro de 1997, no Louisville Gardens, em Louisville, Kentucky. Foi o primeiro PPV In Your House com duração de três horas, e também o primeiro a usar "In Your House" como subtítulo em vez do título principal. Este também foi o último evento a usar o cenário de entrada com formato de casa suburbana, dando lugar a cenários únicos baseados no nome do PPV nas edições seguintes. O evento é notável por apresentar a primeira luta individual entre Shawn Michaels e The Undertaker.
Foram realizadas sete lutas de wrestling profissional no evento. O evento principal terminou em no contest entre Shawn Michaels e The Undertaker. Também no card, Bret Hart derrotou The Patriot para manter o WWF Championship, The Headbangers (Mosh e Thrasher) conquistaram o WWF Tag Team Championship vago em uma luta de eliminação de quatro duplas, e Brian Pillman derrotou Goldust. Devido a estipulações anteriores, Marlena, gerente e esposa de Goldust (na história e na vida real), teve que se tornar assistente de Pillman por 30 dias.

## Produção

### Conceito
In Your House foi uma série de eventos mensais de pay-per-view (PPV) de wrestling profissional, produzida pela primeira vez pela World Wrestling Federation (WWF, atualmente WWE) em maio de 1995. Esses eventos iam ao ar nos meses em que a empresa não realizava um dos seus cinco principais PPVs da época (WrestleMania, King of the Ring, SummerSlam, Survivor Series e Royal Rumble) — e, por isso, eram vendidos por um preço mais acessível. Ground Zero: In Your House foi o 17º evento da série In Your House e ocorreu em 7 de setembro de 1997, no Louisville Gardens, em Louisville, Kentucky. Foi o primeiro PPV da série em que "In Your House" apareceu como subtítulo em vez de título principal, e também o primeiro em que o título do evento não incluía o número da edição.

### Rivalidades
O Ground Zero: In Your House consistiu em lutas de wrestling profissional envolvendo lutadores que faziam parte de rivalidades e histórias previamente estabelecidas, desenvolvidas no Monday Night Raw — principal programa televisivo da WWF. Os lutadores assumiam os papéis de heróis ou vilões enquanto seguiam uma sequência de acontecimentos que aumentavam a tensão, culminando em uma luta ou série de lutas no evento.
A rivalidade principal antes do evento envolvia The Undertaker e Shawn Michaels. Enquanto atuava como árbitro especial na luta pelo WWF Championship entre Bret Hart e The Undertaker no SummerSlam, Michaels tentou acertar Hart com uma cadeira de aço depois que Hart cuspiu em seu rosto. Bret se abaixou e Michaels acabou acertando Undertaker, deixando-o desacordado. Bret fez a contagem sobre Undertaker enquanto Michaels aparentava estar relutante, mas realizou a contagem de três, fazendo com que Undertaker perdesse o título. Michaels afirmou que o golpe com a cadeira foi acidental, embora alguns não acreditassem nele. No episódio de 18 de agosto do Raw Is War, no entanto, Shawn acertou deliberadamente Undertaker várias vezes na cabeça com uma cadeira durante uma luta de duplas. Os golpes não foram suficientes para derrubá-lo, e, com a cabeça coberta de sangue, ele tentou alcançar Michaels, que rapidamente recuou em direção ao vestiário. Michaels continuou a causar problemas para Undertaker ao interferir em sua luta contra Hunter Hearst Helmsley no episódio de 5 de setembro do Friday Night's Main Event.
Outra rivalidade envolvia The Patriot e o Campeão da WWF, Bret Hart. Em resposta à reformulação da Hart Foundation (desta vez como um grupo antiamericano), The Patriot estreou no episódio de 14 de julho do Raw Is War para enfrentar Hart e defender os Estados Unidos. The Patriot conseguiu uma vitória surpreendente sobre Bret Hart no episódio de 28 de julho do Raw, em uma luta na qual Shawn Michaels distraiu Hart da mesa de comentaristas, onde atuava como comentarista convidado. No Raw Is War seguinte, Sgt. Slaughter foi apresentado como o novo comissário da WWF e ordenou que Hart defendesse o WWF Championship contra The Patriot no Ground Zero: In Your House. Ambos, Hart e The Patriot, brigaram ainda naquela noite. Na semana seguinte, Hart atacou The Patriot após ele vencer uma luta de duplas ao lado de Ken Shamrock contra o irmão de Hart, Owen, e o cunhado Davey Boy Smith. Hart continuou os ataques na semana seguinte, após The Patriot derrotar Vader, mas Vader impediu Hart. Em uma edição especial do Raw numa sexta-feira à noite na semana seguinte, Vader e Hart lutaram pelo título, e quando a Hart Foundation atacou Vader, The Patriot correu para salvá-lo. No episódio de 5 de setembro do Friday Night's Main Event, The Patriot derrotou Owen Hart por desqualificação após a interferência de Bret e Bulldog, fazendo com que Vader entrasse novamente para o resgate.
Outra rivalidade antes do evento envolvia Brian Pillman e Goldust. Goldust havia derrotado Pillman no SummerSlam, e como resultado, Pillman foi forçado a usar o vestido de Marlena até vencer uma luta. Pillman continuou a atacar Goldust verbalmente, que por sua vez interferiu em várias lutas de Pillman, garantindo que ele continuasse perdendo e tivesse que usar o vestido. Irritado e envergonhado, Pillman desafiou Goldust para mais uma luta. Goldust recusou, mas Marlena aceitou o desafio em seu nome. A estipulação da luta era que Pillman teria que deixar a WWF caso perdesse, mas ganharia Marlena como assistente pessoal por 30 dias, caso vencesse.

## Evento
| Função:                   | Nome:          |
| ------------------------- | -------------- |
| Comentaristas em inglês   | Vince McMahon  |
| Comentaristas em inglês   | Jim Ross       |
| Comentaristas em inglês   | Jerry Lawler   |
| Comentaristas em espanhol | Carlos Cabrera |
| Comentaristas em espanhol | Tito Santana   |
| Comentaristas em francês  | Ray Rougeau    |
| Comentaristas em francês  | Jean Brassard  |
| Entrevistadores           | Dok Hendrix    |
| Entrevistadores           | Michael Cole   |
| Entrevistadores           | Sunny          |
| Anunciador de ringue      | Howard Finkel  |
| Árbitros                  | Earl Hebner    |
| Árbitros                  | Jack Doan      |
| Árbitros                  | Mike Chioda    |
| Árbitros                  | Tim White      |

### Lutas preliminares
A primeira luta do pay-per-view foi uma "Indecent Proposal" entre Goldust (com Marlena) e Brian Pillman. Se Goldust vencesse, Pillman teria que deixar a WWF. Se Pillman vencesse, Marlena se tornaria sua assistente por 30 dias. Cerca de 10 minutos após o início da luta, Goldust aplicou seu golpe finalizador, o Curtain Call, mas o braço de Pillman se moveu para o lado durante o movimento e acabou derrubando o árbitro. Goldust percebeu que o árbitro estava desacordado e tentou reanimá-lo. Enquanto isso, Marlena subiu no avental do ringue no momento em que Pillman recobrava a consciência e se aproximava dela. Marlena tentou acertar Pillman com sua bolsa, mas ele bloqueou, tomou a bolsa de suas mãos e acertou Goldust na cabeça com ela, deixando-o temporariamente desacordado. O árbitro se recuperou enquanto Pillman fazia o pinfall. Após a luta, Pillman agarrou Marlena e a escoltou até os bastidores. O comentarista Jerry Lawler levantou-se de sua cadeira e foi até o ringue para pegar a bolsa de Marlena, que ele abriu revelando um tijolo dentro. Enquanto Goldust se dirigia para os bastidores, Pillman foi mostrado empurrando Marlena para dentro de um carro e saindo em alta velocidade, poucos segundos antes de Goldust conseguir alcançá-los.
Na segunda luta, Scott Putski enfrentou Brian Christopher. Poucos minutos após o início da luta, Christopher lançou Putski pelas cordas para fora do ringue. Em seguida, executou um diving crossbody, mas Putski lesionou o joelho esquerdo quando Christopher aterrissou sobre ele. Brian voltou para o ringue enquanto o árbitro iniciava a contagem de 10 sobre Putski. Quando o árbitro percebeu que Putski não conseguiria retornar ao ringue a tempo, saiu para verificá-lo e então encerrou a luta devido à lesão, concedendo a vitória a Christopher.
A terceira luta da noite foi uma Triple Threat colocando Savio Vega (representando os Los Boricuas), Faarooq (representando a Nation of Domination) e Crush (representando os Disciples of Apocalypse) uns contra os outros. Por volta dos onze minutos de luta, Crush aplicou um clothesline em Vega, jogando-o por cima da terceira corda, e então voltou sua atenção para Faarooq, aplicando um Heart Punch nele. Antes que pudesse fazer o pin, Vega apareceu atrás de Crush e acertou um spinning heel kick na lateral da cabeça. Enquanto Faarooq ainda sofria os efeitos do golpe, Vega fez o pin em Crush e conquistou a vitória.
A quarta luta do evento foi uma luta de anões, colocando Max Mini contra El Torito. Após dominar a maior parte da luta, El Torito foi derrotado por volta dos nove minutos com um sunset flip executado por Max Mini.
Em seguida, em preparação para a luta pelo WWF Tag Team Championship, Dude Love e Steve Austin abdicaram dos títulos. Jim Ross estava no ringue para entrevistar o comissário da WWF, Sgt. Slaughter, que receberia os cinturões. Dude Love entregou seu cinturão primeiro a Slaughter, comentando que havia considerado defender os títulos sozinho, mas desistiu da ideia porque, se não fosse por Austin, ele sequer teria conquistado o título.
Austin, irritado por não estar autorizado a lutar, atirou seu cinturão aos pés de Slaughter e protestou contra a decisão. Quando Jim Ross respondeu que também gostaria que Austin pudesse lutar, mas acreditava que a WWF estava tomando a decisão certa para garantir sua segurança, recebeu um Stone Cold Stunner de Austin. Isso impediu Ross de retornar à mesa de comentaristas pelo restante da noite.
A quinta luta do evento foi uma luta Four-Way de eliminação pelo WWF Tag Team Championship vago. As equipes participantes foram The Headbangers (Mosh e Thrasher), os ex-campeões The Godwinns (Henry O. Godwinn e Phineas I. Godwinn), Legion of Doom (Hawk e Animal) e Owen Hart e The British Bulldog. A Legion of Doom foi a primeira eliminada após ser desclassificada por atacar os Godwinns com o balde de comida deles. Os Godwinns foram a segunda equipe eliminada quando Thrasher fez o pin em Phineas com um sunset flip. Após a eliminação, Owen Hart começou a aplicar o sharpshooter em Mosh, enquanto o árbitro estava ocupado com a briga fora do ringue entre Bulldog e Thrasher. Nesse momento, Stone Cold Steve Austin correu até o ringue, e Mosh conseguiu chutar Hart antes que ele completasse o golpe, girando Owen diretamente para os braços de Austin, que aplicou um Stone Cold Stunner nele. Austin saiu do ringue rapidamente, o árbitro voltou sua atenção ao ringue e fez a contagem de três enquanto Mosh fazia o pin em Hart, conquistando os títulos pela primeira e única vez.

### Lutas principais

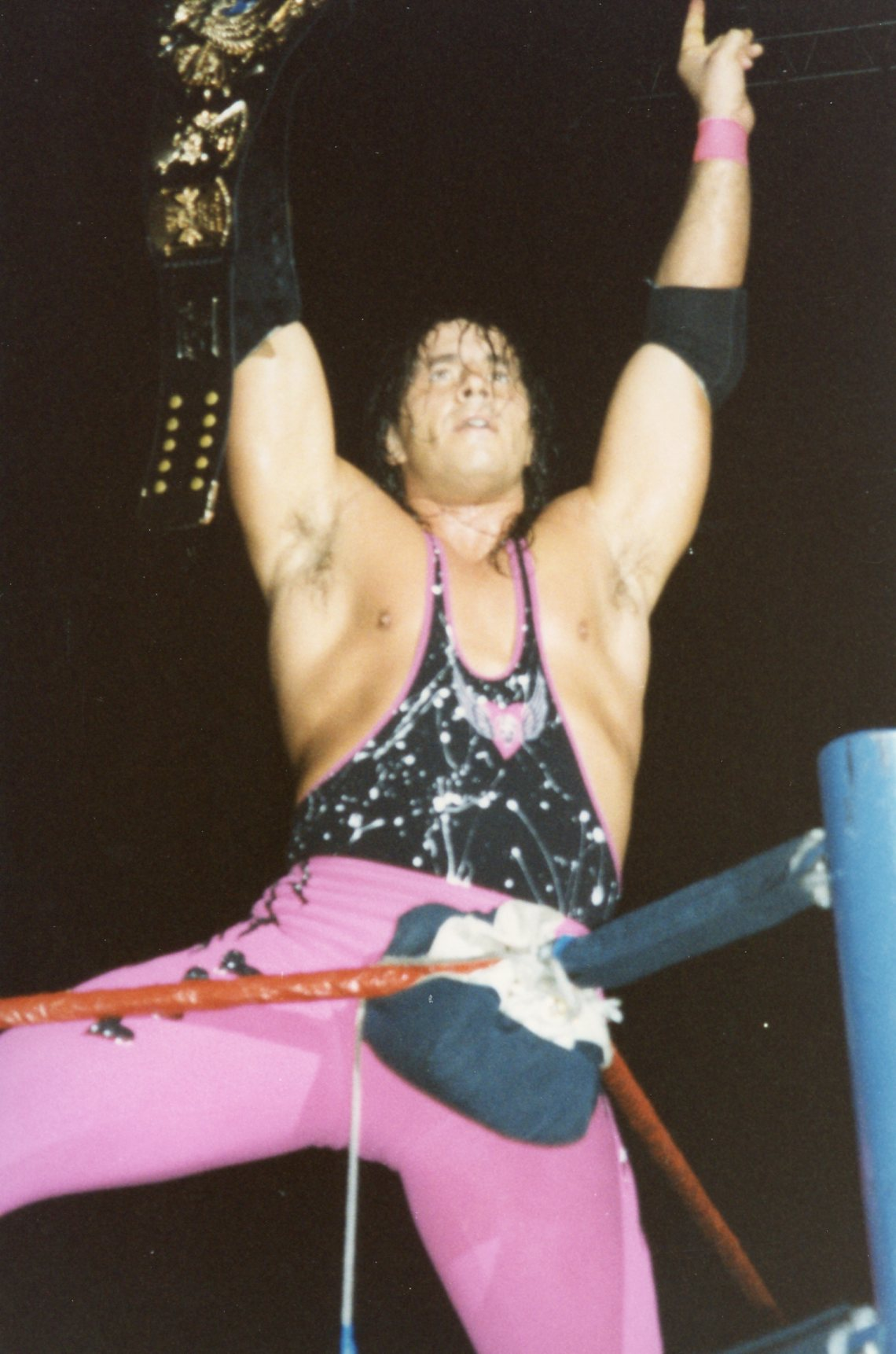
Bret Hart que havia adotado uma postura antiamericana, defendeu o WWF Championship contra o americano The Patriot no Ground Zero.

Na sexta luta, Bret Hart defendeu o WWF Championship contra The Patriot. Bret atacou The Patriot imediatamente após o soar do gongo. Os dois trocaram socos até Bret ganhar vantagem na luta por alguns minutos. The Patriot conseguiu reverter a situação, mas também por apenas alguns minutos, até que o British Bulldog apareceu na área do ringue. Bulldog tentou derrubar The Patriot ao alcançar seu tornozelo por debaixo da corda inferior, mas falhou. Pouco tempo depois, Bulldog interrompeu uma tentativa de pin de The Patriot, o que fez Vader surgir e atacar Bulldog. Bret tentou ajudar, mas Vader o lançou contra os degraus de aço e depois o jogou de volta ao ringue. Em seguida, Vader foi escoltado de volta ao vestiário enquanto o árbitro permitiu que a luta continuasse. No fim, The Patriot aplicou o sharpshooter em Bret, que conseguiu escapar com força e reverteu a manobra, aplicando ele mesmo o sharpshooter, forçando The Patriot a desistir e vencendo a luta. Após a luta, Bret pegou a bandeira americana que The Patriot havia trazido ao ringue, arrancou-a do mastro e começou a enforcá-lo com ela. Bret finalmente deixou o ringue após agredir um dos oficiais da WWF (Pat Patterson) que tentavam encerrar o ataque.
Na luta final, The Undertaker enfrentou Shawn Michaels. Antes da luta começar, Undertaker começou a perseguir Michaels ao redor do ringue. Michaels segurou o árbitro para usá-lo como escudo e depois o empurrou contra Undertaker. O árbitro foi recebido com um soco no rosto por Undertaker, o que chocou Michaels, que então disse a Vince McMahon na mesa de transmissão que não queria fazer parte da luta. Quando Michaels tentava ir embora, foi encontrado pelo Comissário Slaughter, que o direcionou de volta ao ringue. Undertaker então pegou o árbitro e o lançou por cima da terceira corda, fazendo-o cair sobre Michaels. Undertaker saiu do ringue e perseguiu Michaels pela rampa de entrada, onde aplicou um bodyslam e o derrubou de volta pela rampa em direção ao ringue. Undertaker continuou a punir Michaels jogando-o contra os degraus de aço e o enforcando com cabos de televisão, entre outros ataques, tudo isso antes mesmo da luta começar. Após vários minutos, finalmente apareceu um árbitro substituto. Undertaker voltou sua atenção para ele, que queria que ele permanecesse dentro do ringue. Michaels aproveitou a distração para acertar o joelho esquerdo de Undertaker por trás com um chop block, e o gongo soou marcando o início oficial da luta. Em um momento da luta, Undertaker encurralou Michaels no ringue, pronto para acertá-lo na cabeça com uma cadeira, mas o árbitro o interrompeu ao tentar pegar a cadeira. O árbitro e Undertaker então lutaram pelo controle do objeto, quando Michaels aplicou um dropkick por trás em Undertaker, o que fez ele e a cadeira acertarem a cabeça do árbitro, deixando-o desacordado. Após alguns minutos de Michaels atacando Undertaker, Rick Rude apareceu na área do ringue e entregou um par de soqueiras para Michaels. Michaels acertou Undertaker com elas, escondeu-as dentro da parte da frente de sua roupa e tentou o pin, mas o árbitro ainda estava desacordado. Hunter Hearst Helmsley e Chyna então trouxeram outro árbitro substituto até o ringue, mas Michaels só conseguiu uma contagem de dois. Isso irritou Michaels, que nocauteou o árbitro com um soco e continuou a punir Undertaker com a ajuda de Helmsley e Chyna. Michaels então fingiu ajudar o segundo árbitro a se levantar antes de empurrar propositalmente sua cabeça contra o turnbuckle, deixando-o desacordado novamente. Pouco depois, The Undertaker recuperou as soqueiras da roupa de Michaels e o acertou com elas. O segundo árbitro tentou realizar a contagem, mas Michaels levantou o ombro no dois. Undertaker então agarrou o árbitro e aplicou um chokeslam nele. O árbitro Tim White apareceu e mandou soar o gongo, declarando a luta como no contest. Michaels e Undertaker continuaram a atacar os oficiais da WWF, árbitros e um ao outro, o que fez com que todo o vestiário de lutadores viesse ao ringue para separá-los. Michaels, Helmsley e Chyna recuaram, enquanto a transmissão do pay-per-view se encerrava com Undertaker sozinho no ringue sendo aplaudido pelo público.

## Recepção
A WWF arrecadou 82.228 dólares em vendas de ingressos, com uma presença de público de 4.963 pessoas. O pay-per-view teve um índice de compra (buyrate) de 0,45, o que equivale a aproximadamente 180.000 compras. John C., do The Wrestling Oratory, avaliou o show com nota 4 de 10. O evento foi lançado no Reino Unido em VHS no dia 10 de novembro de 1997, pela Silver Vision.
Em 2008, J.D. Dunn, do 411Mania, deu ao evento uma nota 7,0 [Bom], afirmando: "Este é um PPV de altos e baixos, com Bret/Patriot, Taker/Shawn e os minis sendo lutas boas, mas o resto é para passar batido. Teve o Austin enlouquecendo e distribuindo Stunners, o que é outro ponto positivo. Como muitos shows daquela época, você tinha os caras nos quais podia confiar para entregar lutas ***+ como Owen, Vader, Taker, Shawn, Bret & Austin, e 'todos os outros'. Recomendo, mas esteja preparado para avançar rapidamente as partes iniciais."

## Depois do evento
Shawn Michaels e The Undertaker competiram na primeira luta Hell in a Cell no Badd Blood. The Patriot continuou sua rivalidade com membros da Hart Foundation, ao fazer dupla com Vader para enfrentar Bret Hart e British Bulldog em uma luta de bandeira no Badd Blood. Na edição de 8 de setembro do Raw Is War, The Headbangers estavam programados para enfrentar dois lutadores desconhecidos em uma luta sem título, mas esses lutadores foram atacados previamente pelos Godwinns, que então assumiram seus lugares e derrotaram The Headbangers com a ajuda do seu parente (em kayfabe) que estreava, tio Cletus. Os Godwinns conquistaram o WWF Tag Team Championship dos The Headbangers no Badd Blood. Brian Pillman e Goldust continuaram sua rivalidade, com Goldust atacando e interferindo nas lutas de Pillman. Pillman estava escalado para enfrentar Dude Love no Badd Blood, com Goldust algemado no poste do ringue para impedir interferências, mas a luta foi cancelada devido à morte súbita de Pillman poucas horas antes do evento.

## Resultados
| Nº                                          | Resultados | Estipulações | Tempo |
| ------------------------------------------- | --- | --- | ----- |
| 1                                           | Brian Pillman derrotou Goldust (com Marlena) | Luta individual Como Pillman venceu, ele ganhou Marlena por 30 dias; se Goldust tivesse vencido, Pillman teria que deixar a WWF. | 11:06 |
| 2                                           | Brian Christopher derrotou Scott Putski por countout | Luta individual | 4:45  |
| 3                                           | Savio Vega derrotou Faarooq e Crush | Luta triple threat | 11:37 |
| 4                                           | Max Mini derrotou El Torito | Luta individual | 9:21  |
| 5                                           | The Headbangers (Mosh e Thrasher) derrotaram The Godwinns (Henry O. Godwinn e Phineas I. Godwinn), The Legion of Doom (Hawk e Animal), e Owen Hart e The British Bulldog | Luta Four-way de eliminação pelo WWF Tag Team Championship                                                                       | 17:19 |
| 6                                           | Bret Hart (c) derrotou The Patriot por submissão | Luta individual pelo WWF Championship                                                                                            | 19:19 |
| 7                                           | Shawn Michaels vs. The Undertaker terminou em no contest | Luta individual | 16:20 |
| (c) – Refere-se aos campeões antes da luta. | | |       |